# FC Norma Tallinn
FC Norma Tallinn byl estonský fotbalový klub z města Tallinn. Založen byl roku 1959. Sehrál významnou úlohu v estonské kopané po osamostatnění Estonska v 90. letech 20. století, avšak roku 1997 zanikl. Dvakrát se stal mistrem Estonska (1992, 1993) a jednou získal estonský fotbalový pohár (1994). Za časů SSSR hrával mistrovství Estonské SSR (šestkrát ho vyhrál: 1964, 1967, 1970, 1979, 1988) a šestkrát vyhrál též pohár estonské SSR. Do evropských pohárů klub zasáhl třikrát. V Lize mistrů 1992/93 vypadl v předkole s Olympijí Ljubljana, o sezónu později ve stejném poháru ztroskotoval rovněž v předkole na HJK Helsinki. V Poháru vítězů pohárů 1994/95 vypadl v předkole se slovinským Branikem Maribor.